# 西陣長久座
西陣長久座（にしじんちょうきゅうざ）は、かつて存在した日本の映画館である。1911年（明治44年）11月、京都府京都市上京区の西陣京極に寄席長久亭（ちょうきゅうてい）として開館した。1927年（昭和2年）には映画館に業態を変更、長久館（ちょうきゅうかん）と改称、1936年（昭和11年）には松竹が買収、直営館となって京都長久座（きょうとちょうきゅうざ）と改称した。第二次世界大戦後は個人館主の経営に戻る。

## 沿革
- 1911年11月 - 寄席長久亭として開館[1][19]
- 1927年 - 映画館に業態を変更、長久館と改称[1]
- 1936年 - 松竹が買収、直営館となって京都長久座と改称[1]
- 1946年1月24日 - 第二次世界大戦終結後の開館[3]
- 1950年前後 - 個人経営に戻り西陣長久座と改称[11][10][12][13]
- 1960年 - 閉館[1][18]

## データ
- 所在地 : 京都府京都市上京区千本通一条下ル東側[1] 北伊勢殿構町682番地[21]
  - 現在のローソン千本一条の位置[21]

北緯35度1分34.59秒 東経135度44分33.43秒 / 北緯35.0262750度 東経135.7426194度
- 経営 : 
  1. 寺田亀太郎 （1920年代[4]）
  2. 松竹 （1936年[1] - 1950年前後）
  3. 田村克寛 （1950年前後[11][10][12][13] - 1958年[16]）
  4. 槌田千代子 （1958年[17] - 1960年[18]）
- 構造 : 木造二階建、70坪（約231.4平方メートル）[1] ⇒ 鉄筋コンクリート造二階建[11]
- 観客定員数 : 218名（1911年[1]）、354名（1942年[8]・1943年[9]）、380名（1950年[11]）

## 概要

### 寄席から映画館へ
1911年（明治44年）11月、京都府京都市上京区の西陣京極に寄席長久亭として新築、開館した。千本通東側に位置し、同じく千本通東側には牧野省三が経営した芝居小屋の千本座（のちの千本日活館）があり、千本座とは一条通や他の商店等を隔てて南側に並ぶ形であった。
1912年（明治45年）1月10日付の『京都日出新聞』の記事によれば、当時の京都市内の劇場・寄席は57館とし、警察署の管轄ごとに発表しており、同館は上長者町警察署（のちの西陣警察署、現在の上京警察署）管轄であり、「落語」に分類されていた。同署管轄ではほかに、西陣座（浮れ節）、岩神座（新派演劇）、第二八千代館（のちの西陣八千代館、活動写真）、広沢席（浮れ節）、千本座（旧派演劇）、西陣電気館（活動写真）、寿座（旧派演劇）、京極座（のちの西陣東映劇場、新派演劇）、福廼家（のちの西陣大映、浮れ節）等が挙がっている。同年1月13日付の同紙の記事によれば、当時の京都市は「劇場」「興行場」「寄席」の3つに分類・等級分けして納税額を決めており、同館は「寄席」に分類され、西陣座、広沢席、紅梅館とともに「五等」とされて年額78円（当時）の税金を課せられた。「寄席」分類では西陣電気館が「三等」に分類されており、千本座および第二八千代館は「劇場」の「二等」、京極座は「劇場」の「三等」に分類されていた。
1925年（大正14年）に発行された『日本映画年鑑 大正十三・四年』には同館は登場しないが、1927年（昭和2年）に発行された『日本映画事業総覧 昭和二年版』には、西陣帝国館（のちの大宮東宝映画劇場、大宮寺町、経営・京都土地興行）、西陣八千代館（千本今出川、経営・一立商店）、千本座（千本一条上ル、経営・京都土地興行）、西陣弥生館（経営・牧野省三）、堀川中央館（のちの堀川文化劇場、経営・寺田亀太郎）とともに映画館長久館として掲載されており、当時の同館は、東亜キネマの興行系統、経営は堀川中央館および南大正館（のちの東寺劇場）を経営する寺田合名の寺田亀太郎であった。『日本映画事業総覧 昭和二年版』および『日本映画事業総覧 昭和三・四年版』には、同館の所在地が「堀川下長者町」と記載されており、『日本映画事業総覧 昭和五年版』には同館にあたる映画館の記載はない。

### 松竹直営館の時代
1936年（昭和11年）、松竹が買収、直営館となって京都長久座と改称、松竹作品および輸入映画（洋画）の二番館に位置づけられ、封切作品の1週遅れでの上映を行った。小説『五番町夕霧楼』で知られる水上勉が、回想記『わが女ひとの記』（1983年）で戦前の「西陣京極」の映画館について言及しており、「長久座は松竹、昭和館は新興キネマ、西陣キネマは大都映画である」と述べているが、これは、この時代の同館を指している。『枕草子』研究で知られる田中重太郎（1917年 - 1987年）が学生であった1930年代には、西陣京極にある同館や西陣八千代館といった映画館で映画を観たという。翌1937年（昭和12年）11月1日からはニュース映画館に転向、このとき、東宝映画の封切館であった西陣昭和館が松竹直営の封切館になっている。1940年（昭和15年）には大都映画および全勝キネマの上映館になった。
1942年（昭和17年）には第二次世界大戦による戦時統制が敷かれ、日本におけるすべての映画が同年2月1日に設立された社団法人映画配給社の配給になり、すべての映画館が紅系・白系の2系統に組み入れられるが、『映画年鑑 昭和十七年版』によれば、同館の興行系統は「時・文」（記録映画・文化映画）であると記されている。当時の同館の経営はひきつづき松竹、支配人は浅倉正雄、観客定員数は354名、所在地も「千本通一条下ル」と記載されている。時期は不明であるが、鉄筋コンクリート造二階建に建替えられ、席数が増えている。当時の西陣地域の映画館は、松竹が経営する同館および昭和館、京都土地興行が経営する千本座および西陣帝国館、大映が経営する新興映画劇場（のちの西陣大映、中立売通千本東入ル）、従来からの西陣キネマ（西陣京極町、経営・佐々木菊之助）、堀川文化映画劇場（東堀川通長者町33番地、経営・五十棲彦一）、それに千船映画劇場（千本通鞍馬口下ル、経営・原田喜盛）、富貴映画劇場（大宮通寺ノ内下ル、1942年から大鉄映画劇場、経営・大阪鉄道）、と同館を含めて9館が存在した。

### 終戦後

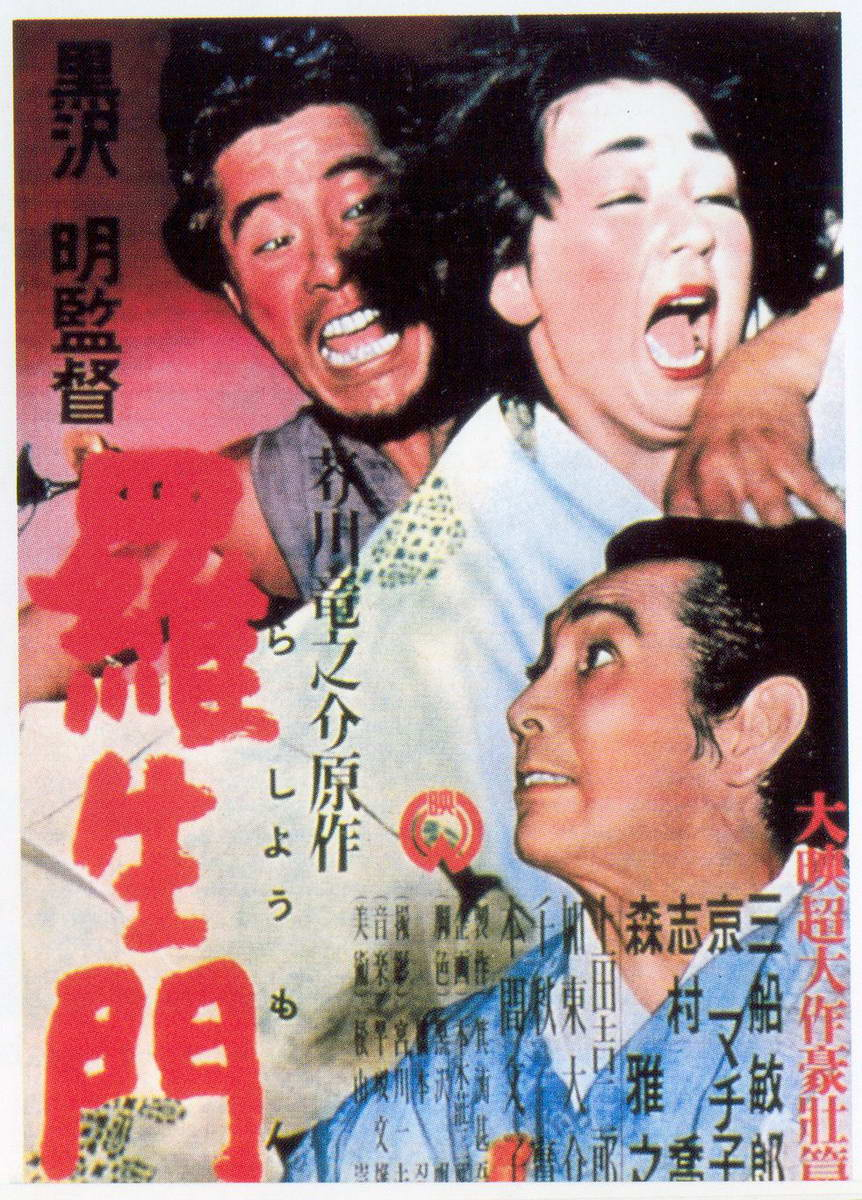
長久座でもロードショー上映された大映作品『羅生門』（監督黒澤明・1950年8月26日封切）のポスター

戦後は、1946年（昭和21年）1月24日、改めて開館した。同年11月3日付および同6日・8日付の『京都新聞』が、市内の映画館・劇場におけるストライキを連日報じており、同館に触れている。日本映画演劇労働組合（日映演）が指導する労働者が勤務する東宝系・松竹系の映画館・劇場のうち、同館のほか松劇、京映、昭和館、都館、京都座、松竹座（京都松竹座）、南座が同年11月2日、ストライキに突入したと報じ、同6日付同紙によれば、松竹下加茂撮影所、南座、松竹座、松劇、京都座、長久座、西陣キネマがスト解除、と報じられている。実際には6日スト解除、7日平常営業を行ったとのことである。1950年（昭和25年）前後には、個人経営に戻り西陣長久座と改称している。当時の同館の経営は田村克寛の個人経営、支配人は熊谷次雄、興行系統は輸入映画であり、鉄筋コンクリート造二階建で観客定員数は380名であった。黒澤明の回想によれば、黒澤が大映京都撮影所で監督し、同年8月26日に公開された『羅生門』を同館で上映したことがあり、その際には、同館の風習として、上映前に作品の内容について同館の職員が解説していたという。
1956年（昭和36年）には、田村克寛の経営のもと、支配人が森諒に交代した。1958年（昭和33年）には、経営が田村克寛から槌田千代子に移り、支配人は引き続き森諒が務め、このとき、興行系統が変わり、新東宝の封切館になった。1960年（昭和35年）には、閉館している。閉館後は、千杉会館になり、2014年（平成26年）現在は、跡地にローソン千本一条が建っている。